# Sunniva Hofstad
Sunniva Hofstad, född 17 juli 2004 i Trondheim, är en norsk boxare.

## Karriär
2019 vann Hofstad silver vid ungdoms-EM. 2021 och 2022 vann hon EM-guld för juniorer. Hon är uttagen till sommar-OS 2024.